# Squadra barbadiana di Fed Cup
La squadra barbadiana di Fed Cup rappresenta l'isola caraibica di Barbados nella Fed Cup, ed è posta sotto l'egida della Barbados Tennis Association.
Essa ha debuttato nel 1993 senza mai superare il gruppo II della zona Americana, e ad oggi la sua ultima partecipazione risale all'edizione del 2008.

## Organico 2008
Aggiornato ai match del gruppo II (23-26 aprile 2008). Fra parentesi il ranking della giocatrice nei giorni della disputa degli incontri.
- Richele Le Saldo (WTA #)
- Alyssa Fuentes (WTA #)
- Kristen Lopez (WTA #)

## Ranking ITF
- Il prossimo aggiornamento del ranking è previsto per il mese di febbraio 2012.

| Barbados nel Ranking ITF (aggiornata al 7 novembre 2011) |           |       |                            |
| Pos                                                      | Squadra   | Punti | Gruppo                     |
| 89                                                       | Moldavia  | 12.00 | Gruppo III - Europa/Africa |
| 90                                                       | Islanda   | 10.00 | Gruppo III - Europa/Africa |
| 91                                                       | Iran      | 0.00  | Gruppo II - Asia/Oceania   |
| 91                                                       | Barbados  | 0.00  | Gruppo II - Americhe       |
| 91                                                       | Sri Lanka | 0.00  | Gruppo II - Asia/Oceania   |
| 94                                                       | Zimbabwe  | 0.00  | Gruppo III - Europa/Africa |
| 95                                                       | Siria     | 0.00  | Gruppo II - Asia/Oceania   |